# PGC 7417
LEDA/PGC 7417, auch UGC 1449, ist eine Balkenspiralgalaxie im Sternbild Fische auf der Ekliptik. Sie ist schätzungsweise 250 Millionen Lichtjahre von der Milchstraße entfernt und hat eine Ausdehnung von etwa 165.000 Lichtjahren. Vom Sonnensystem aus entfernt sich das Objekt mit einer errechneten Radialgeschwindigkeit von näherungsweise 5.600 Kilometern pro Sekunde.
Gemeinsam mit PGC 7415 bildet sie das wechselwirkende Galaxienpaar ARP 126 oder KPG 47.
Halton Arp gliederte seinen Katalog ungewöhnlicher Galaxien nach rein morphologischen Kriterien in Gruppen. Diese Galaxie gehört zu der Klasse Elliptischer Galaxien nahe bei Spiralgalaxien und diese störend (Arp-Katalog).
Im selben Himmelsareal befinden sich unter anderem die Galaxien PGC 7411, PGC 7442, PGC 7458.